# Marburger Hochbegabtenprojekt
Das Marburger Hochbegabtenprojekt (MHP) (auch Rost-Studie) ist eine der wenigen prospektiven Studien mit unselektierter Untersuchungsgruppe zum Thema Hochbegabung. Das MHP gehört zu den weltweit größten Studien zu diesem Thema. Das Projekt zeichnet sich durch äußerst exakte Methodik (Versuchsplanung, Versuchsdurchführung und statistische Auswertung) aus. Hauptfragestellung des Projekts ist der Vergleich der Entwicklung von Hochbegabten und Hochleistenden mit einem Schwerpunkt auf nicht-kognitiven Variablen (Schulanpassung, Persönlichkeit, Sozialverhalten, Motivation, Arbeitshaltung, Interessen, Selbstkonzept usw.). Das Projekt wird von dem Marburger Psychologie-Professor Detlef H. Rost geleitet.
Die Studie untersucht nicht nur die Entwicklung von Hochbegabten, sondern auch die sogenannten Hochleistenden. Zwar erbringen einige Hochbegabte Spitzenleistungen, jedoch ist Hochbegabung weder notwendige noch hinreichende Voraussetzung für diese Leistungen: Weder gehören die meisten Hochbegabten zu den Hochleistenden, noch sind die meisten Hochleistenden hochbegabt. Beide Gruppen werden daher getrennt untersucht.

## Hochbegabten-Studie
Im Rahmen der Studie wurden 1987/1988 zunächst circa 7000 Grundschüler der dritten Klasse mit mehreren Intelligenztests untersucht. Aus dieser Stichprobe wurden die Kinder ausgewählt, die in einem Kombinationswert (gewichtete Summe der Intelligenztests; die Gewichte wurden aufgrund der Sättigung eines jeden Tests mit der allgemeinen Intelligenz g bestimmt) der durchgeführten IQ-Tests einen Wert von 130 oder höher erreicht hatten, also zu den zwei Prozent Besten ihrer Altersgruppe gehörten. Insgesamt waren dies 151 Hochbegabte, davon 43 % Mädchen und 57 % Jungen. Dieser Zielgruppe wurde anschließend eine Vergleichsgruppe von 136 durchschnittlich intelligenten Kindern mit ähnlichem sozio-ökonomischen Status zugeordnet. Obwohl die Drittklässler ausschließlich aufgrund der Intelligenztestleistungen ausgewählt worden waren, stammten die Hochbegabten überproportional häufig aus den oberen Sozialschichten. Die Probanden erfuhren nicht, ob sie hochbegabt waren oder zur Kontrollgruppe gehörten.
Ein Jahr später (1988/1989) wurden die Elternhäuser dieser Kinder aufgesucht. Die Kinder selbst und ihre Väter sowie Mütter wurden dabei psychologisch untersucht und befragt. Auch die Klassenlehrkräfte der Kinder wurden in die Erhebungen einbezogen. Beide Gruppen wurden sechs Jahre später erneut getestet, als die Kinder 15 Jahre alt waren und sich in der Regel in der neunten Klasse befanden. Auch hier wurden wieder die Eltern, Deutsch- und Mathematiklehrkräfte befragt. In regelmäßigen Abständen erfolgen weitere postalische Befragungen.

## Hochleistenden-Studie
Die Untersuchungsgruppe der Hochleistenden bildeten 118 Jugendliche aus den neunten Klassen von 156 zufällig ausgewählten Gymnasien der neuen Bundesländer. Einziges Auswahlkriterium waren die Schulleistungen. Als hochleistend galten die Schüler der 9. Klassenstufe, die die besten Schulleistungen hatten. Hier wurde ebenfalls eine Vergleichsgruppe mit durchschnittlich Leistenden gebildet, die sich aus 112 Neuntklässlern zusammensetzte. Bei den Hochleistenden waren die Mädchen mit 58 % gegenüber 42 % Jungen deutlich in der Überzahl, wobei diese Relation auch dem tatsächlichen Geschlechterverhältnis an ostdeutschen Gymnasien entspricht. Zwei Drittel der Hochleistenden entstammten der Oberschicht, während dies bei den durchschnittlich Leistenden nur für etwa ein Viertel zutraf. Auch die Hochleistenden und durchschnittlich Leistenden und ihre Bezugspersonen (Väter, Mütter, Lehrkräfte) wurden – wie in der Hochbegabtengruppe – ausführlich psychologisch untersucht.

## Ergebnisse der Untersuchungen
Die Studie räumt mit populären Klischees auf. Im Ergebnis bezeichnet Rost Eigenschaften wie Außenseitertum, Aggressivität, Konzentrationsprobleme, die Hochbegabten häufig in populären Medien zugeschrieben werden, als bloße Vorurteile. Die Untersuchungsergebnisse des Projektes sind in bislang 9 Monographien (siehe die Angaben weiter unten unter Literatur) und mehr als 40 Aufsätzen in psychologischen und pädagogischen Fachzeitschriften vorgestellt und ausgewertet worden.

### Intelligenzverteilung
Die Intelligenzmessung in den beiden Leistungsgruppen und der Vergleich mit den beiden Begabungsgruppen hat interessante, insgesamt jedoch nicht besonders überraschende Ergebnisse erbracht. So stellte man fest, dass die durchschnittlich Leistenden, was ihre Intelligenz betrifft, den durchschnittlich Begabten entsprachen; ihr IQ-Mittelwert lag um 100.
Demgegenüber gab es zwischen der Gruppe der schulischen Hochleister und derjenigen der Hochbegabten deutliche Unterschiede. Die Spitzenschüler hatten im statistischen Mittel einen IQ von ungefähr 117, mit einer Standardabweichung von 11,5. Das heißt, dass etwa 15 Prozent der Hochleistenden auch als hochbegabt anzusehen waren. Auf der anderen Seite besagt diese Verteilung auch, dass etwa 15 % der Schüler im 9. Schuljahr mit einer durchschnittlichen Intelligenz exzellente Schulleistungen vollbringen.

### Anteil der Hochbegabten mit erwartungswidrig niedrigen Schulleistungen (Minderleister)
Die Studie belegt, dass nur weniger als ein Sechstel der Hochbegabten Minderleister sind. Das heißt, nur bei wenigen Hochbegabten liegen die Schulleistungen unter dem Durchschnitt der Gesamtbevölkerung. Die Studie widerlegt damit das Vorurteil, dass ein Großteil der Hochbegabten Minderleister seien.
Insgesamt zeigte sich, dass die Hochbegabten (hier Hochintelligente) keine Risikogruppe darstellen. Die Unterschiede zu den durchschnittlich Begabten waren klein und fielen häufiger zugunsten der Hochbegabten aus.

### Integration Hochbegabter im Schulsystem
Eine andere Fragestellung beschäftigte sich mit der Kompetenz von Lehrkräften (und Peers), Hochbegabte zu identifizieren. Überraschend war hier die „empirische gefundene Bandbreite von nahezu vollständiger Übereinstimmung bis zu Nullkorrelation zwischen Lehrerurteil und Test“. Da Schüler einen „Anspruch auf individuelle und nicht nur statistische Gerechtigkeit“ hätten, sei die ermittelte Situation „ein unmittelbares Hindernis für den Einsatz von Lehrerurteilen“.
Abschließend kamen die Forscher des Marburger Hochbegabtenprojekts zu folgendem Schluss: „Zusammenfassend können damit die Hochbegabten als im Schulsystem gut integriert und schulisch erfolgreich sowie sozial unauffällig, psychisch besonders stabil und selbstbewußt charakterisiert werden. Berücksichtigt man dazu noch die vergleichbaren Befunde des Marburger Hochbegabtenprojekts im Grundschulalter, lassen sich die in der (vorwiegend nicht empirischen) Literatur immer wieder herausgestellten besonderen psychosozialen Probleme Hochbegabter als schlichte Vorurteile entlarven.“